# Kohorte (Sozialwissenschaft)

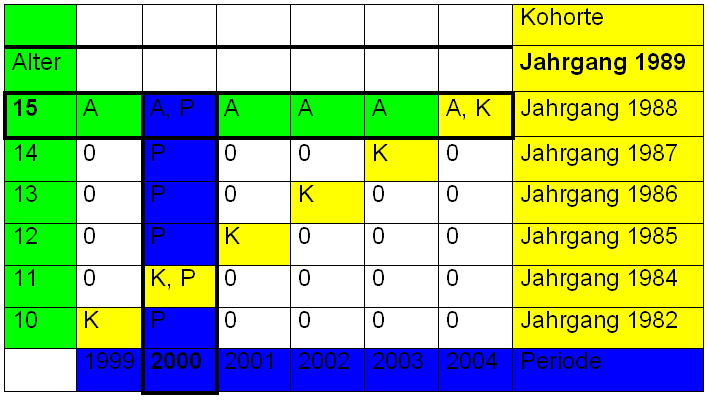
A: Alterseffekt,
K: Kohorteneffekt,
P: Periodeneffekt

In der Soziologie, Demographie und Statistik sind Kohorten (lat. cohors „umfriedeter Raum“) Gruppen von Personen, die gemeinsam ein bestimmtes längerfristig prägendes Ereignis erlebt haben. Die Einteilung in Kohorten kann der Abgrenzung von Bevölkerungsgruppen dienen. Je nach Startereignis kann es sich beispielsweise um Alters- oder Geburtenkohorten (Generationen), um Eheschließungskohorten oder um Berufseintrittskohorten handeln. In der Bevölkerungswissenschaft werden nur Geburtsjahrgänge als „Kohorten“ bezeichnet, z. B. der Jahrgang 2003.
Eine Kohorte soll sich immer auf ein gleichartiges kulturelles Umfeld beziehen. Unterschiede, die zwischen verschiedenen Kohorten bestehen und sich somit auf das Vorhandensein unterschiedlicher sozialer und umweltbedingter Einflüsse zurückführen lassen, werden als „Kohorteneffekte“ bezeichnet.
Bei der versetzten Kohortentechnik handelt es sich um eine empirische Untersuchung, in der Kohorten in wiederkehrenden Zeitabständen auf bestimmte Merkmale hin untersucht werden (z. B. kognitive Entwicklung). Ebenso ist bei diesem Verfahren ein Vergleich mit anderen Kohorten möglich (z. B. Vergleich bestimmter Merkmalsausprägungen der Jahrgangskohorte 1990 zur Jahrgangskohorte 1960).

## Kohortenstärke
Die Kohortenstärke, die Anzahl der Mitglieder einer Kohorte, ist wichtig z. B. bei der Frage nach der Belastbarkeit des Generationenvertrages. Da die Kohorte der Beitragszahler in die Rentenversicherung in den letzten Jahrzehnten im Verhältnis zur Kohorte der Rentenbezieher an Stärke verliert, treten zunehmend finanzielle Probleme bei der Finanzierung der Renten auf.

## Probleme der Kohortenanalyse
Da Alters-, Perioden- und Kohorteneffekte gleichzeitig bei jedem Ereignis auftreten können, gibt es bei jedem Versuch einer empirischen Zuordnung eines Ereignisses zu einem Effekt ein Identifikationsproblem (Renn, 1987): 
1. Eine Querschnittsuntersuchung hält Periodeneffekte konstant, da alle Individuen zum gleichen Zeitpunkt befragt werden. Jedes auftretende Ereignis bei einem Individuum kann aber sowohl Folge von Alterseffekten als auch von Kohorteneffekten sein (z. B.: Haben ältere Leute mehr Vertrauen in Mitmenschen, weil sie älter sind, oder weil sie einer alten Generation angehören?).
2. Längsschnittuntersuchungen konzentrieren sich auf eine bestimmte Kohorte, die zu verschiedenen Zeitpunkten befragt wird. Jedes auftretende Ereignis bei einem Individuum kann aber sowohl Folge von Alterseffekten als auch von Periodeneffekten sein (z. B.: Ist die Veränderung des Vertrauens einer Person Folge ihres Alterns oder Folge von genereller Individualisierung?).
3. Zeitreihenuntersuchungen konzentrieren sich auf eine bestimmte Altersgruppe. Hierbei wird beispielsweise jedes Jahr eine Gruppe von achtzehnjährigen Personen untersucht. Allerdings ist auch hier keine eindeutige Zuordnung von Perioden- und Kohorteneffekten möglich. Jedes auftretende Ereignis bei einem Individuum kann sowohl von einem Periodeneffekt als auch von einem Kohorteneffekt ausgelöst sein. (z. B.: Sind die besseren Noten von Schulabgängern Folge von veränderten Bildungschancen für eine neue Kohorte oder sind diese Effekte auf periodenspezifische Effekte wie eine besonders einfache Abschlussprüfung zurückzuführen?).